# Podróż do śmierci
Podróż do śmierci – film kryminalny z 1996 produkcji niemiecko-polskiej.
Stanowi odcinek niemieckiej serii telewizyjnej pt. Tatort (z niem. miejsce zbrodni) oraz osobną kinową wersję polskiego serialu sensacyjnego Ekstradycja.

## Obsada
- Marek Kondrat – Olgierd Halski
- Peter Sodann – Bruno Erlicher
- Radosław Pazura – policjant Tadeusz, asystent Halskiego
- Bernd-Michael Lade – Kain, policyjny partner Bruno Ehrlihera
- Iwona Bielska – żona Jana
- Edward Linde-Lubaszenko – Jan, przyjaciel Erlicherów
- Jan Monczka – recepcjonista hotelowy
- Jerzy Grałek – barman
- Aleksander Trąbczyński – Grenczuk, człowiek Gerbera
- Piotr Cyrwus – policjant
- Krzysztof Fus – mężczyzna bijący na ulicy Erlichera
- Dariusz Gnatowski – mężczyzna w barze
- Leszek Piskorz – chłop, u którego znaleziono wrak samochodu